# Barão Willoughby de Eresby

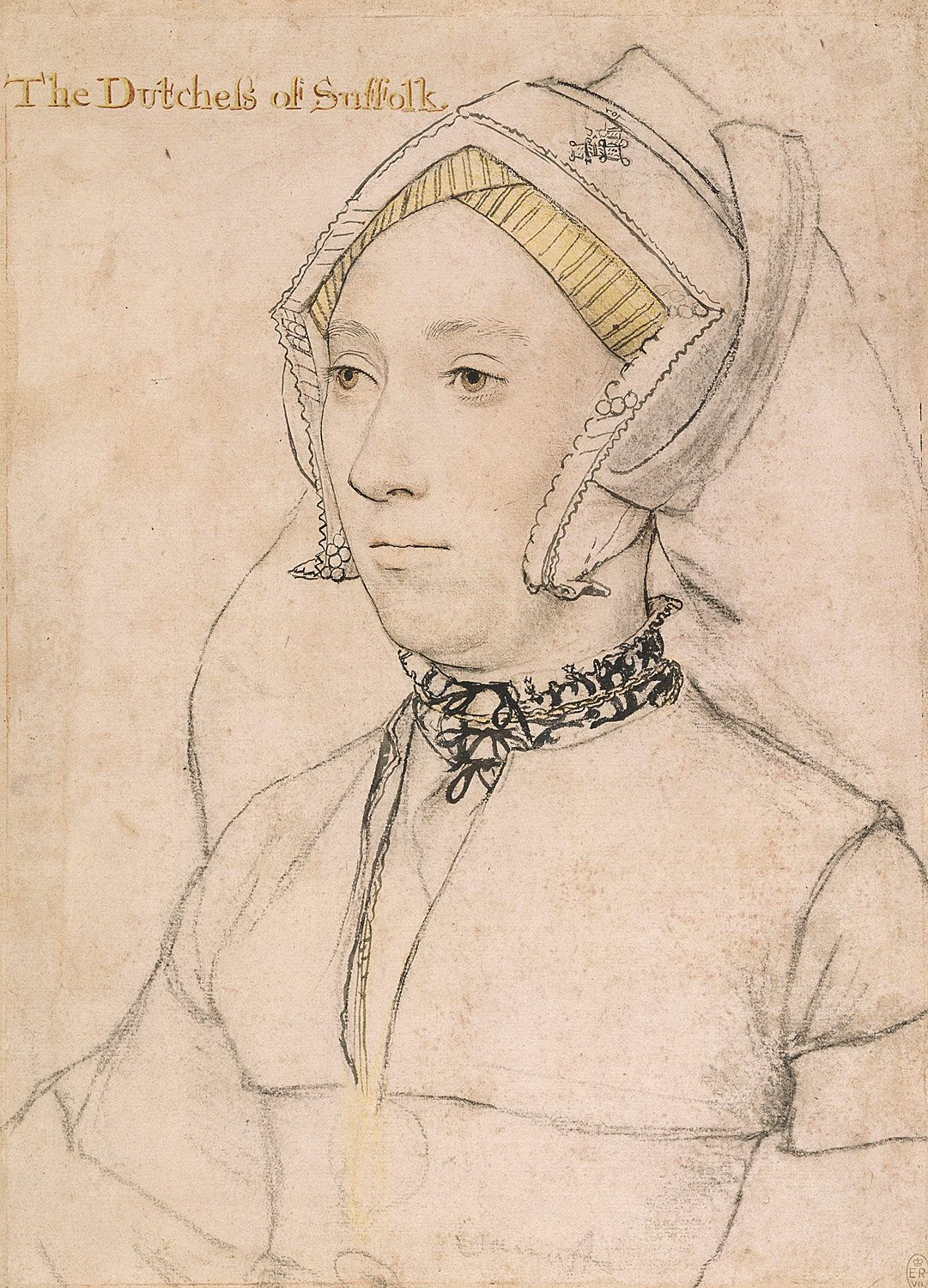
Catarina Willoughby, 12.ª Baronesa Willoughby de Eresby

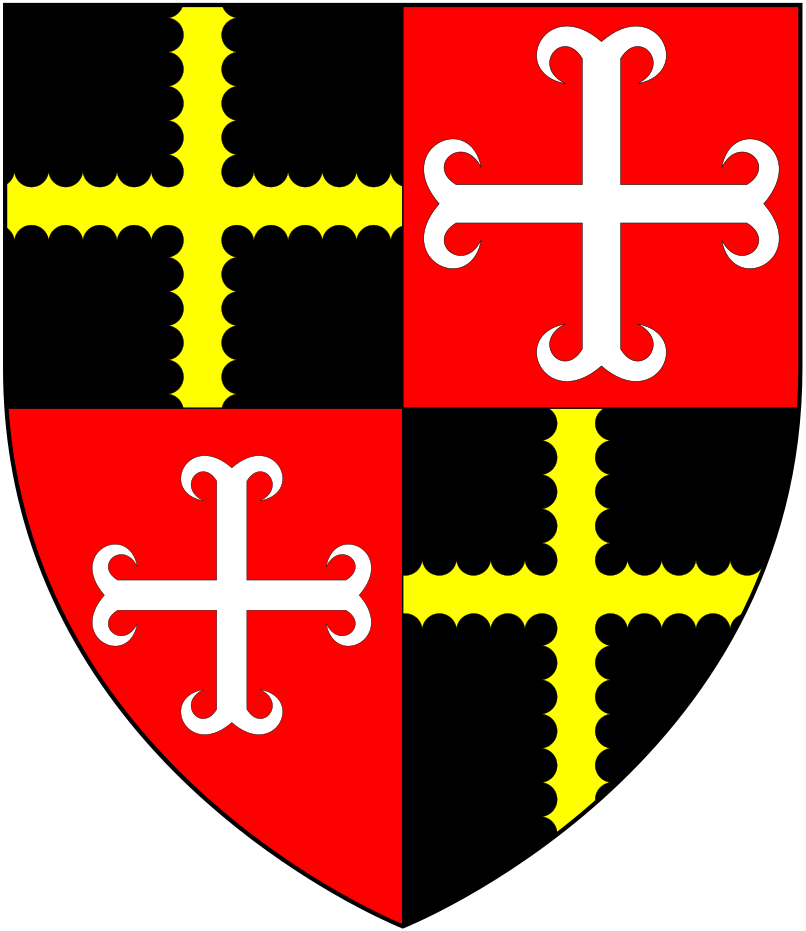
Brasão de Willoughby, adotado pelo 3.º Barão Willoughby de Eresby após seu casamento (c. 1349) com Cecily Ufford: Trimestrais 1 e 4: Sable, uma cruz gravada em ouro (Ufford); 2 e 3: Gules, uma cruz moline argent (Bec de Eresby)

Barão Willoughby de Eresby ( /ˈwɪləbi ˈdɪərzbi/ WIL-ə-bee-_-DEERZ-bee )  é um título no Pariato da Inglaterra. Foi criado em 1313 para Robert de Willoughby. Desde 1983, o título é detido por Jane Heathcote-Drummond-Willoughby, 28.ª Baronesa Willoughby de Eresby.

## História
O título de Barão Willoughby foi criado por escrito em 1313 para Robert de Willoughby, Senhor da mansão de Eresby na paróquia de Spilsby, Lincolnshire. Ele era filho de Sir William de Willoughby e Alice, filha de John Beke, 1.º Barão Beke de Eresby. O escrito foi dirigido a "Roberto de Wylghby", e o sufixo "de Eresby" foi adicionado ao título entre 1350 e 1360 para distingui-lo de outros membros da família de Willoughby.
O décimo quarto barão foi criado conde de Lindsey em 1626. Seu bisneto, o quarto conde e décimo sétimo barão, foi nomeado marquês de Lindsey em 1706 e duque de Ancaster e Kesteven em 1715. Com a morte do bisneto do primeiro duque, o quarto duque, o ducado, o marquesado e o condado foram herdados por seu tio, enquanto a baronia de Willoughby de Eresby ficou em suspenso entre as irmãs do falecido duque, Lady Priscilla e Lady Georgiana. Em 1780, o título foi revogado em favor de Priscilla. Ela era a esposa de Peter Burrell, 1.º Barão Gwydyr . O filho deles, Peter, herdou ambas as baronias. Com a morte do único filho de Peter, Albyric, a Baronia de Gwydyr foi passada para um primo, enquanto a Baronia de Willoughby de Eresby caiu em suspenso entre suas irmãs Clementina Drummond-Willoughby, esposa de Gilbert John Heathcote, 1.º Barão Aveland e Charlotte, esposa de Robert Carrington, 2.º Barão Carrington . Em 1871, a suspensão foi encerrada em favor de Clementina. Ela foi sucedida por ela e pelo filho de Lord Aveland, Gilbert, 2.º Barão Aveland e 25.º Barão Willoughby de Eresby. Em 1892, ele foi nomeado Conde de Ancaster, uma reedição do título de Ancaster criado para seu ancestral materno em 1715. Com a morte de seu neto, o terceiro conde, em 1983, o Condado e a Baronia de Aveland foram extintos (enquanto a Baronesa, também detida pelo conde, foi passada para um parente distante), enquanto a Baronia de Willoughby de Eresby foi herdada pela filha do falecido conde, Nancy, a atual detentora do título.
Desde 1626, a Baronia de Willoughby de Eresby tem sido associada ao cargo de Lorde Grande Camareiro . Naquele ano, o primeiro Conde de Lindsey herdou o título de Grande Camareiro. Após a morte do quarto duque de Ancaster e Kesteven, foi dividido entre suas irmãs Priscilla e Georgiana (que mais tarde foi marquesa de Cholmondeley ). Posteriormente, a baronia de Willoughby de Eresby foi associada à parte mais alta do Lorde Grande Camareiro. No entanto, não foi associado à maior participação. A parte pertencente a Lady Cholmondeley foi passada intacta para seus herdeiros, os Marqueses de Cholmondeley, mas a parte de Lady Willoughby de Eresby foi dividida entre muitos herdeiros. Em 2004, apenas um quarto do título de Lorde Grande Camareiro era possuído pelo titular da baronia.
O título de nobreza foi ocupado por uma mulher seis vezes, mais do que qualquer outro título de nobreza, exceto o do Barão de Ros.
As sedes da família são o Castelo Grimsthorpe em Edenham, perto de Bourne, Lincolnshire e o Castelo Drummond, perto de Crieff, Perthshire, Escócia, originalmente a sede da família dos condes Drummond de Perth .  Ambos são administrados pelo Grimsthorpe and Drummond Castle Trust.

## Barões Willoughby de Eresby (1313)

As Armas Antigas de Willoughby (antes de 1300 – c. 1349)

- Robert de Willoughby, 1.º Barão Willoughby de Eresby (1260-1317)
- John de Willoughby, 2.º Barão Willoughby de Eresby (1304-1349)
- John de Willoughby, 3.º Barão Willoughby de Eresby (1329-1372)
- Robert Willoughby, 4.º Barão Willoughby de Eresby (1349-1396)
- William Willoughby, 5.º Barão Willoughby de Eresby (1370-1409), KG
  - Casou com Lucy le Strange e com Joan Holland. Sua filha Margery, de Lucy,[3][4] casou-se com William FitzHugh, 4o Lorde FitzHugh de Ravensworth e teve um filho Henry que se tornou o 5o Lorde FitzHugh. Duas das filhas do 5o Lorde FitzHugh incluíram Alice. Elizabeth FitzHugh. Elizabeth, de seu primeiro casamento, foi a mãe de Sir Thomas Parr e, portanto, avó paterna da rainha consorte Catarina Parr.
- Robert Willoughby, 6.º Barão Willoughby de Eresby (1385-1452)
- Joan Willoughby, 7.ª Baronesa Willoughby de Eresby (m. 1462)
- Robert Welles, 8.ª Barão Willoughby de Eresby (m. 1470)
- Joan Welles, 9.ª Baronesa Willoughby de Eresby (m. 1475)
- Christopher Willoughby, 10.ª Barão Willoughby de Eresby (1453-1499)
- William Willoughby, 11.ª Barão Willoughby de Eresby (1482-1526)
- Katherine Willoughby, 12.ª Baronesa Willoughby de Eresby, Duquesa de Suffolk (1519-1580)
- Peregrino Bertie, 13.º Barão Willoughby de Eresby (1555-1601)
- Robert Bertie, 1.º Conde de Lindsey, 14.º Barão Willoughby de Eresby (1582-1642)
- Montagu Bertie, 2.º Conde de Lindsey, 15o Barão Willoughby de Eresby (m. 1666)
- Robert Bertie, 3.º Conde de Lindsey, 16o Barão Willoughby de Eresby (1630-1701)
- Robert Bertie, 1.º Duque de Ancaster e Kesteven, 17o Barão Willoughby de Eresby (1660-1723)
- Peregrine Bertie, 2.º Duque de Ancaster e Kesteven, 18.º Barão Willoughby de Eresby (1686-1742)
- Peregrine Bertie, 3.º Duque de Ancaster e Kesteven, 19.º Barão Willoughby de Eresby (1714-1778)
- Robert Bertie, 4.º Duque de Ancaster e Kesteven, 20.º Barão Willoughby de Eresby (1756-1779) (abolido em 1779)
- Priscilla Barbara Elizabeth Bertie, 21.ª Baronesa Willoughby de Eresby (1761-1828) (restaurado em 1780)
- Peter Robert Drummond-Burrell, 22.º Barão Willoughby de Eresby, 2.º Barão Gwydyr (1782-1865)
- Albyric Drummond-Willoughby, 23.º Barão Willoughby de Eresby, 3.º Barão Gwydyr (m. 1870) (abolido em 1870)
- Clementina Elizabeth Drummond-Willoughby, 24.ª Baronesa Willoughby de Eresby (1809-1888) (restaurado em 1871)
- Gilbert Henry Heathcote-Drummond-Willoughby, 1.º Conde de Ancaster, 25.º Barão Willoughby de Eresby (1830-1910)
- Gilbert Heathcote-Drummond-Willoughby, 2.º Conde de Ancaster, 26.º Barão Willoughby de Eresby (1867-1951)
- Gilbert James Heathcote-Drummond-Willoughby, 3.º Conde de Ancaster, 27.º Barão Willoughby de Eresby (1907-1983)
- (Nancy) Jane Marie Heathcote-Drummond-Willoughby, 28.ª Baronesa Willoughby de Eresby (n. 1934)

A partir de 2023 os co-herdeiros presuntivos são:
- Sebastian St Maur Miller (nascido em 1965), filho de Carola Ramsden, filho único da filha mais velha do 26.º Barão, Lady Catherine, e
- Sir James John Aird, 5.º Baronete (n. 1978), filho de Sir John Aird, 4.º Baronete, único filho da filha mais nova do 26.º Barão, Lady Priscilla.